# Comat

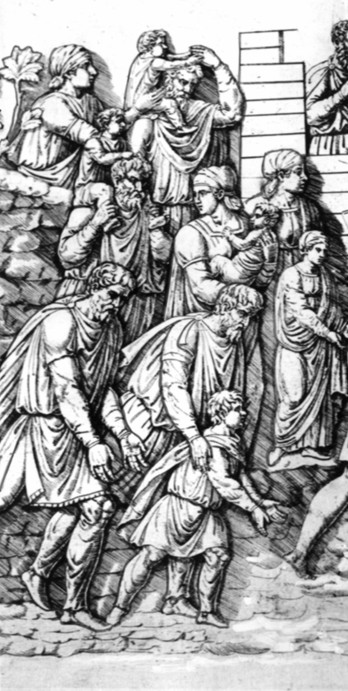
Comati daci

Comatul era un om de rând în societatea dacică. Comații sunt cunoscuți și prin denumirea lor latină – sg. comatus, pl. comati.
Comații alcătuiau una dintre cele două clase sociale în lumea dacă, cealaltă fiind cea a pileaților, aristocrații.